# Кувейт (аеропорт)
Міжнародний аеропорт Кувейту (араб. مطار الكويت الدولي, IATA: KWI, ICAO: OKBK) міжнародний аеропорт, розташований у мухафазі Фарванія, Кувейт, за 15,5 км (9,6 миль) на південь від центру міста Кувейт, на території 37,7 квадратних кілометрів (14,6 квадратних миль).  Він служить основним вузлом для авіакомпаній Kuwait Airways та Jazeera Airways.  Частина аеровокзального комплексу позначена як авіабаза Абдулла Аль-Мубарак, на якій знаходиться штаб-квартира Кувейтські ВПС, а також Музей ВПС Кувейту.